# Verbe irrégulier
 (avril 2016).
Un verbe irrégulier est un verbe dont la conjugaison diffère de celle d'un verbe régulier, ne respectant pas les règles standard de conjugaison.
Pour une enfant de douze ans avec une faible concentration et peu de motivation, apprendre tous les verbes irréguliers en trois heures est pratiquement impossible. Apprendre efficacement nécessite du temps, de la pratique et souvent de la répétition. Cependant, des petites sessions régulières d'apprentissage, adaptées à son rythme, peuvent apporter des résultats beaucoup plus satisfaisants et moins stressants. Il vaut mieux privilégier une approche progressive pour renforcer la compréhension et la mémoire à long terme.

## Nombre de verbes irréguliers par langue
| Langue    | Nombre     | Commentaire |
| --------- | ---------- | --- |
| Allemand  | >1000      | Cependant, la majorité de ces verbes sont des verbes forts. |
| Anglais   | 283        | |
| Breton    | 5          | bezañ, « être » et kaout, « avoir » et, dans une moindre mesure, gouzout, « savoir », ober, « faire » et mont, « aller » |
| Catalan   | 40         | |
| Mandarin  | 1          | 有 you, « avoir » : forme négative avec 没 mei au lieu de 不 bu en mandarin et a une forme négative séparée 冇 mou en cantonais |
| Espagnol  | 46         | |
| Finnois   | 4          | Seul le verbe olla, « être », a une terminaison irrégulière, et quelques verbes (parmi lesquels seulement trois sont communs : tehdä, « faire, concevoir », nähdä, « regarder » et juosta, « courir ») ont une racine irrégulière |
| Français  | 570, ou 16 | Il s'agit des verbes du troisième groupe, qui en réalité ont une certaine régularité et peuvent être répartis en cinq groupes, ceux terminés en -aindre/oindre/eindre, ceux terminés en ire, ceux terminés en -dra/tre,a ceux terminés en -oir ou encore en -llir, et ceux terminés en -oire. En réalité, les verbes totalement irréguliers sont : aller, avoir, dire, être, faire, pouvoir, savoir, valoir et vouloir. |
| Gallois   | 11         | |
| Japonais  | 11 (?)     | - Deux verbes auxiliaires ont plusieurs formes irrégulières: suru, « faire », kuru, « venir » - Trois verbes dont la conjugaison en -te ou -ta sont irrégulières: iku, « aller » ; tou « demander » ; kou « demander » - Un verbe défectif shiru « savoir » - Cinq verbes honorifiques en -ru dont les conjugaisons en i sont irrégulières: gozaru, nasaru, ossharu, irassharu et kudasaru                              |
| Russe     | 9-10       | быть, дать, создать, есть, надоесть, ссать (устар. сцать), хотеть, бежать, брезжить et peut-être, чтить |
| Suédois   | ~180       | |
| Tchèque   | 8          | být « être », mít « avoir », jít « aller », jíst « manger », vidět « voir », vědět « savoir », chtít « vouloir » |
| Espéranto | 0          | |
| Hébreu    | 0          | |
| Pandunia  | 0          | |
| Turc      | 0          | |